# Рудня-Столбунская
Рудня-Столбунская (бел. Рудня Стаўбунская) — деревня в Столбунском сельсовете Ветковского района Гомельской области Белоруссии.

## География

### Расположение
В 20 км на северо-восток от Ветки, 42 км от Гомеля.

### Гидрография
Река Студенка (приток реки Беседь).

## Транспортная сеть
Рядом автодорога Светиловичи — Гомель. Планировка состоит из криволинейной улицы почти меридиональной ориентации, к которой с запада присоединяются 3 и с востока 2 переулка. Застройка двусторонняя, деревянная, усадебного типа.

## История
Выявленные около деревни и исследованные археологами 8 курганов железного века свидетельствуют о заселении этих мест с давних времён. Современная деревня основана в начале XVIII века переселенцами из соседних населённых пунктов на пустовавших, заросших кустарником землях графа Чернышова-Кругликова. Согласно переписи 1897 года в Столбунской волости Гомельского уезда; располагались: школа грамоты, хлебозапасный магазин (с 1884 года), 3 ветряные мельницы, кузница, трактир. В 1909 году 811 десятин земли, костёл.
В 1926 году работали изба-читальня, почтовый пункт, начальная школа. С 8 декабря 1926 года по 16 июля 1954 года центр Столбунруднянского сельсовета Светиловичского, с 4 августа 1927 года Ветковского, с 12 февраля 1935 года Светиловичского районов Гомельского округа (до 26 июля 1930 года), с 20 февраля 1938 года Гомельской области. 95 % жителей составляли польские семьи. В 1929 году создан колхоз «Новая жизнь». Во время Великой Отечественной войны на фронтах погибли 70 жителей. В 1959 году в составе совхоза «Столбунский» (центр — деревня Столбун).

## Население

### Численность
- 2012 год — 3 двора, 4 жителя.[источник не указан 889 дней]
- 2004 год — 20 хозяйств, 39 жителей.

### Динамика
- 1886 год — 73 двора, 380 жителей.
- 1897 год — 119 дворов 714 жителей (согласно переписи).
- 1926 год — 129 дворов, 728 жителей.
- 1940 год — 150 дворов, 900 жителей.
- 1959 год — 372 жителя (согласно переписи).
- 2004 год — 20 хозяйств, 39 жителей.
- 2012 год — 3 двора, 4 жителя.[источник не указан 889 дней]

## Известные уроженцы
- Гулевич, Павел Иванович — один из организаторов и руководителей партизанского движения в Барановичской области во время Великой Отечественной войны (командир партизанской бригады имени И. В. Сталина)
- Гулевич, Станислава Иосифовна — белорусская певица (меццо-сопрано), заслуженная артистка Беларуси